# استان چیبا
استان چیبا یکی از استانهای کشور ژاپن است که در جزیره هونشو قرار گرفته‌است. مساحت آن ۵۱۵۶ کیلومترمربع می‌باشد. جمعیت این استان در سال ۲۰۰۰ بیش از شش میلیون نفر برآورد شده‌است.
استان چیبا از نظر تقسیمات کشوری بخشی از ناحیه کانتو به حساب می‌آید. همچنین به علت مجاورت با توکیو، این استان بخشی از ناحیه توکیوی بزرگ محسوب می‌شود. مرکز این استان شهر چیبا است.
نیروگاه فوتسو، دومین نیروگاه گازی بزرگ دنیا در این استان قرار دارد.

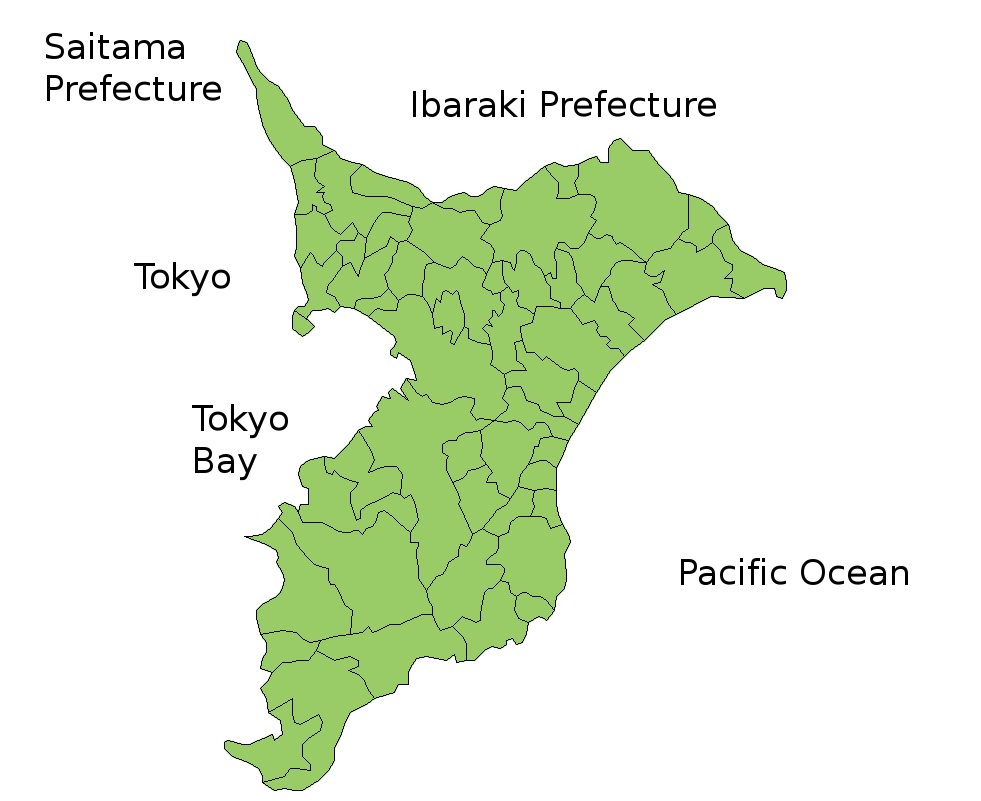

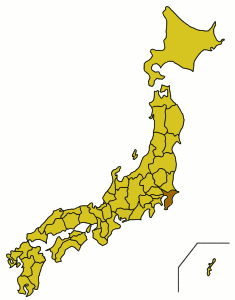